# 对内安全总局
对内安全总局（法語：Direction générale de la sécurité intérieure, 缩写为）是法国最主要的对内情报机构。它承担的主要任务有反间谍、反外国势力干涉、反恐、保护国内财产和经济安全、监视通过暴力颠覆国家的各种危险行为等。
对内安全总局与对外安全总局是目前法国政府最主要的情报机构。

## 歷史
普通情报局（法語：Direction centrale des renseignements généraux，缩写为DCRG）在20世纪初时已存在，是管理铁路的治安机构，1911年成为特种警察，1913年更名为行政警察，后来又演变成为国家服务的政治警察。1941年4月维希法国以法律条文确定该局的正式名称为普通情报局。1944年法国解放后该局一直存在至2008年。
1944年11月16日，法兰西共和国临时政府主席夏尔·戴高乐签署命令，决定成立领土监护局，由法国内政部领导，该命令在11月22日正式生效。
2008年7月1日，普通情报局和领土监护局合并为国内情报总局（法語：Direction centrale du renseignement intérieur，缩写为）。
2014年5月12日，国内情报总局更名为对内安全总局，仍然由内政部领导。

## 組織结构

### 总部
- 經濟保護处
- 反恐处
- 情報技術处
- 暴力顛覆处
- 總務处
- 支援处
- 反间谍处
- 國際事務处

### 分支
- 法國本土
  - 里爾
  - 雷恩
  - 波爾多
  - 馬賽
  - 梅斯
  - 里昂
  - 圖爾

- 海外屬地:
  - 法屬西印度群島
  - 法屬圭亞那
  - 留尼旺
  - 玻里尼西亞
  - 新喀里多尼亞

## 歷任局長
| 任职时期   | 姓名           |
| ---------- | -------------- |
| 2008年至今 | Patrick Calvar |